# دانشگاه نورث وست
دانشگاه نورث وست یک دانشگاه خصوصی علوم مقدماتی در کرکلند، واشینگتن است. این دانشگاه مدارک کاردانی، کارشناسی، کارشناسی ارشد و دکترا را از طریق کالج هنر و علوم، دانشکده مدیریت و تجارت، دانشکده آموزش، دانشکده پرستاری، دانشکده وزارت و کالج علوم اجتماعی و رفتاری ارائه می‌دهد. این دانشگاه دارای یک پردیس از راه دور در سیلم، اورگن است. در رتبه‌بندی یواس نیوز اند ورلد ریپورت در سال ۲۰۲۲، دانشگاه نورث وست در رتبه ۵۵ کالج‌های منطقه ای در منطقه غربی ایالات متحده قرار گرفت.

## تاریخچه
ایده راه اندازی یک مؤسسه کتاب مقدس در شمال غربی در سال ۱۹۲۸ در جلسه سالانه شورای ناحیه شمال غرب از مجامع خدا آغاز شد. JS Secrist، یکی از اعضای شورا این ایده را ارائه کرده بود، اما در جلسه سالانه در سال ۱۹۳۳ بود که ایده او توسط اعضای شورا از تمام ایالت‌های منطقه پذیرفته شد. دانشگاه نورث وست افتتاح کالج پرستاری مارک و هولدا بانتین را در سال ۱۹۹۹ اعلام کرد. مارک و هولدا کمک مالی قابل توجهی از سازمانی به نام Mission of Mercy در کلکته هند به مدرسه دادند. دانشکده پرستاری مدرک لیسانس علوم پرستاری را ارائه می‌دهد و از دانشجویان پرستاری می‌خواهد که یک ماه را در خارج از کشور بگذرانند و به دانشجویان این امکان را می‌دهد تا از مهارت‌های خود در سراسر جهان به خوبی استفاده کنند.